# Ixodes uriae
Espèce
Ixodes uriae est une espèce de tiques de la famille des Ixodidae.

## Distribution
Cette espèce se rencontre dans le nord de l'Amérique du Nord et de l'Eurasie, dans le sud de l'Océanie et de l'Afrique et dans les Îles sub-antarctiques.
Elle a une large aire de répartition probablement parce que les oiseaux peuvent la transporter presque partout lors de leurs migration, y compris de l'hémisphère nord à l'hémisphère sud.

## Description
Cette tique est adaptée aux oiseaux, marins notamment, mais vit aussi sur des mammifères.
C'est une " tique dure " de très petite taille à l'état normal (tout particulièrement aux deux premiers stades de larve et nymphe), la femelle est nettement plus visible lorsqu'après 3 ou 4 jours de repas, elle est gonflée de la chair et du sang dissous de son hôte... Ce repas lui permettra de produire plusieurs milliers d'œufs pondus par un orifice qui semble presque situé sous la bouche tant son abdomen est distendu avant la ponte. Après cette ponte elle meurt. La promiscuité de certains oiseaux se reproduisant en groupes denses sur les îles ou falaises favorise probablement pour eux le risque d'être piqué par des tiques et le risque que ces dernières véhiculent des endoparasites microbiens.
Comme chez toutes les espèces de tiques, la femelle adulte engorgée de son repas a l'apparence d'un sac gonflé.
Elle semble présenter une grande variété génétique. Certains préfèrent parler d'un complexe Ixodes uriae.

## Reproduction
Après s'être gorgée de son repas, la femelle se laisse tomber au sol. Elle pond ses œufs qui écloront au printemps.

## Rôle dans les zoonoses
Cette espèces vectrice de plusieurs maladies affectant les animaux (zoonoses), qu'elle peut véhiculer de mammifères à des oiseaux et inversement.
Des recherches portent sur les micropathogènes véhiculés par Ixodes uriae (suivies en France par le CEFE – Alfort). L'Institut Pasteur et l'IRD ont commencé à typer les borrélies véhiculées par les tiques d’oiseau de mer (dont Ixodes uriae).

## Publication originale
- White, 1852 : Insects and Aptera. Journal of a Voyage in Baffin's Bay and Barrow Straits, in the Years 1850-1851. London, Longmans, vol. 2, p. 208-211.